# Sztuka feministyczna
Sztuka feministyczna – nurt w sztuce, ściśle powiązany z szerszym tłem kulturowym (zobacz też: feminizm), poruszający problem funkcjonowania kobiet w sferze tak sztuki, jak i całej kultury i społeczeństwa, a także zmierzający do wypracowania kobiecego języka w sztuce, co najmniej do lat 70. zdominowanej przez mężczyzn. Upomina się także o obszary objęte w publicznym dyskursie zmową milczenia, takie jak np. biologiczne aspekty funkcjonowania kobiecego ciała, utrata nad nim władzy (starzenie, choroba), polemizuje z narzuconymi normami wyglądu i wizerunków kobiet.

## Sztuka a ruch kobiecy
Problematyka stawiana przez feminizm jest dyskutowana na gruncie wielu dyscyplin, bez wyłączenia sztuki. Sztuka feministyczna nie miała być nowym stylem, czy odłamem, ale częścią szerszego ruchu feministycznego. W historii sztuki europejskiej kobieta pojawia się przeważnie jako temat, dużo rzadziej jako artystka. Wizerunek kobiety bywa symbolem, alegorią lub utwierdza tradycyjne role kobiety, w przytłaczającej większości przypadków jest tworzony przez mężczyzn dla mężczyzn, ukazuje kobietę jako bierny obiekt do oglądania. Feministki występowały zarówno przeciwko dominującemu w kulturze męskiemu wizerunkowi kobiety, jak i nikłemu udziałowi kobiet w życiu artystycznym.
W 1969 w USA powstała grupa Woman Artist in Revolution (WAR), założona przez Juliett Gordon i Nancy Spero, skupiała się na piętnowaniu wszelkich przejawów dyskryminacji kobiet przez świat sztuki. W 1970 Lucy Lippard wystąpiła z żądaniem równego udziału kobiet w corocznej wystawie w Whitney Museum, jakkolwiek postulat nie został spełniony, to udział kobiet w życiu artystycznym wzrósł. Równolegle zaczęto eksponować kobiecą wrażliwość, kobiece widzenie świata, przełamywać męskie standardy utrwalone na terenie sztuki. W tym duchu utrzymana była wystawa Women Choose Women w Cultual Center w Nowym Jorku (1973). Wbrew oczekiwaniom wystawa ta raczej utwierdziła stereotypy niż im zaprzeczyła, skupiając się na ekspozycji kobiecego widzenia świata umocniła i tak już trwałe mity na temat kobiecości.
W 1972 Judy Chicago organizuje kobiecą wystawę (Womanhouse), będącą efektem prowadzonych przez nią warsztatów dla kobiet artystek. Wystawa ta przemienia opuszczony dom w Los Angeles w jeden wielki environment traktujących o kobiecych lękach i marzeniach.
Sama Judy Chicago tworzyła abstrakcyjne obrazy o waginalnych konotacjach, które pod hasłem female is fine miały zrehabilitować biologiczny aspekt kobiecości. Miriam Shapiro realizowała cykl prac Femmages, będących kontynuacją doświadczeń abstrakcyjnego ekspresjonizmu, z tym, że na polu typowo kobiecych aktywności (szydełkowanie, robienie na drutach etc.). Femmages były inspiracją dla nurtu pattern painting.
Po roku 1979 wobec znacznego ułatwienia kobietom artystycznych karier tendencje feministyczne nie są już tak silne, kobiety zdają się też być już znużone eksplorowaniem kobiecego typu wrażliwości. Ostre granice sztuki kobiecej zaczęły się rozmywać, a wystąpienia programowe łagodniały. Po wywalczeniu sobie miejsca w sztuce kobiety musiały uzyskaną wolność jakoś zagospodarować. Utrzymywanie postulatu równouprawnienia w sztuce po jego spełnieniu przestało nie tylko mieć sens, ale również zaczęło być odczuwane jako krępujące artystyczną swobodę. Ruch kobiecy otwiera się w latach 80. na inne propozycje.
Artystki poruszające problematykę feministyczną na świecie to m.in.: Carolee Schneemann, Charlotta Moorman, Gina Pane, Valie Export, Judy Chicago, Marina Abramović, Niki de Saint Phalle, Louise Bourgeois, Yoko Ono, Orlan, Vanessa Beecroft, Miriam Schapiro.
Najgłośniejszym dziełem Orlan jest cykl dziewięciu operacji plastycznych przeprowadzonych na niej samej pod wspólnym tytułem Oddałam swoje ciało sztuce. Artystka swoje prace nazywa carnal art (sztuka cielesna) w odróżnieniu od body art (sztuka ciała). Pierwsza z operacji odbyła się 30 maja 1990 w Newcastle. Siódma była transmitowana na żywo do wielu galerii na świecie. Początkowo stworzono komputerowy obraz twarzy uzyskany przez zespolenie zdjęcia artystki i wizerunków bogiń greckich (Diana na podstawie obrazu ze szkoły Fontainebleau, Psyche Françoise Gérarda, Wenus Sandro Botticellego, Europa Gustawa Moreau) oraz Mony Lizy Leonarda da Vinci. Następnie w ciągu kolejnych operacji Orlan upodabniała się do stworzonego wizerunku. Na zakończenie cyklu artystka zamawia w agencji reklamowej nowe imię dla siebie. Celem działania było stworzenie nowej osoby, nowej tożsamości. Praca jest sprzeciwem wobec dominujących w kulturze nakazów i norm wizerunku narzucanych kobietom. Ciekawie się prezentuje w kontekście historii o greckim malarzu Zeuksisie, który malując Helenę potrzebował aż pięciu najpiękniejszych modelek, aby z nich skompilować sztuczny ideał piękna. Orlan sięga po męskie kanony kobiecej urody, wytworzone za sprawą malarstwa, do których pragnie się zastosować (upodobnić), krytykuje odwieczne w kulturze europejskiej skoncentrowanie na zmyśle wzroku, powodujące uprzedmiotowienie kobiety jako obiektu do oglądania. Artystka tworzy widowisko które ogląda się z trudem (jak gdyby kara za skoncentrowanie na wzroku właśnie). W pracy Oddałam swoje ciało sztuce Orlan wyolbrzymia i odbija w krzywym zwierciadle często nieuświadamiane dążenia wielu kobiet do spełniania narzuconych kanonów urody, nawet gdy wiąże się to z cierpieniem (drastyczne diety, wyczerpujące ćwiczenia fizyczne, czy właśnie operacje plastyczne).
Vanessa Beecroft sięga również do historii sztuki, z tym że nie do konkretnych prac, a raczej do kanonów obrazowania kobiet. „Używa” swoich modelek, tak jak są używane w tradycji zachodniego malarstwa, prezentuje nagie, bądź prawie nagie kobiety, zawsze w butach na wysokim obcasie, zawsze obojętne wobec widza, czasem nawet za szybą. Wszystkie jej modelki są do siebie bardzo podobne, czasem noszą identyczne peruki. Jest to kontynuacja prezentowania wizerunku bezwolnej, biernej kobiety znanej z tradycji aktu wypracowanej przez malarstwo, a dobrze już oswojonego. Beecroft przenosi scenę w realny świat, pozbawiając tego oswojenia, z całą jaskrawością uświadamia jego sztuczność.

## Sztuka feministyczna w Polsce

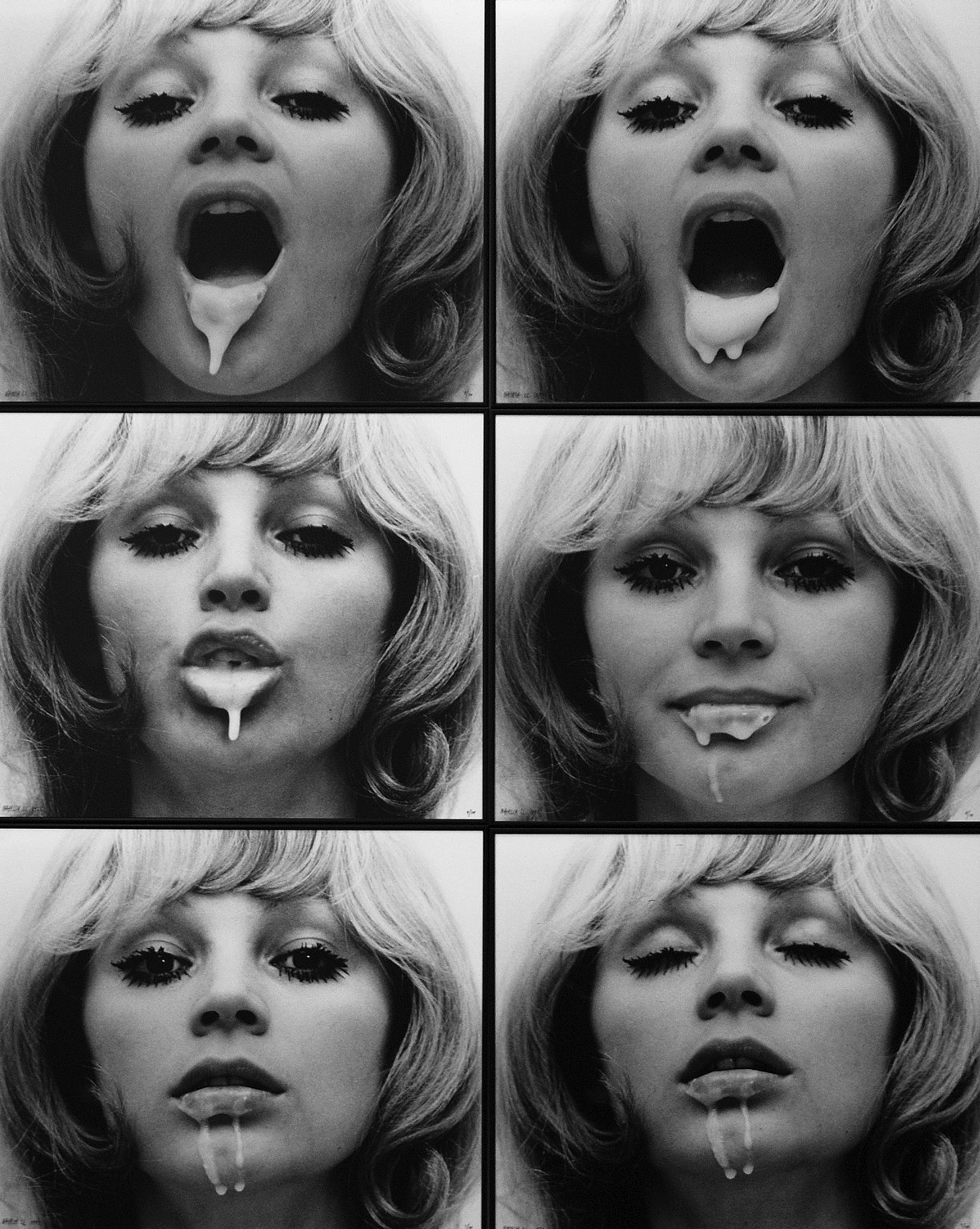
Natalia LL, Sztuka Postkonsumpcyjna, 1975

W Polsce pierwsze prace poruszające tematykę kobiecą wykonała Alina Szapocznikow w połowie lat 1950.: Pierwsza miłość i Trudny wiek. Pierwsza miłość wykonana została z cementu z dodatkiem opiłków metalowych, a przedstawia młodą, dorastającą dziewczynę o rozbudzającej się właśnie seksualności.
Wraz z pojawieniem się konceptualizmu w latach 70. tendencje feministyczne w polskiej sztuce nasiliły się. Świadczyły o tym prace Natalii Lach-Lachowicz, takie jak Sztuka konsumpcyjna będąca serią zdjęć twarzy przeniesionych dosłownie z reklamy o pornograficznych konotacjach, zwracająca uwagę na utrwalone schematy kobiecego wizerunku, a także prace Marii Pinińskiej-Bereś (np. Wenus z morskiej piany) o miękkich, organicznych formach, kiczowatej estetyce, roztaczające atmosferę buduaru. Podobną wymowę miały też prace Barbary Falender Poduszki erotyczne.

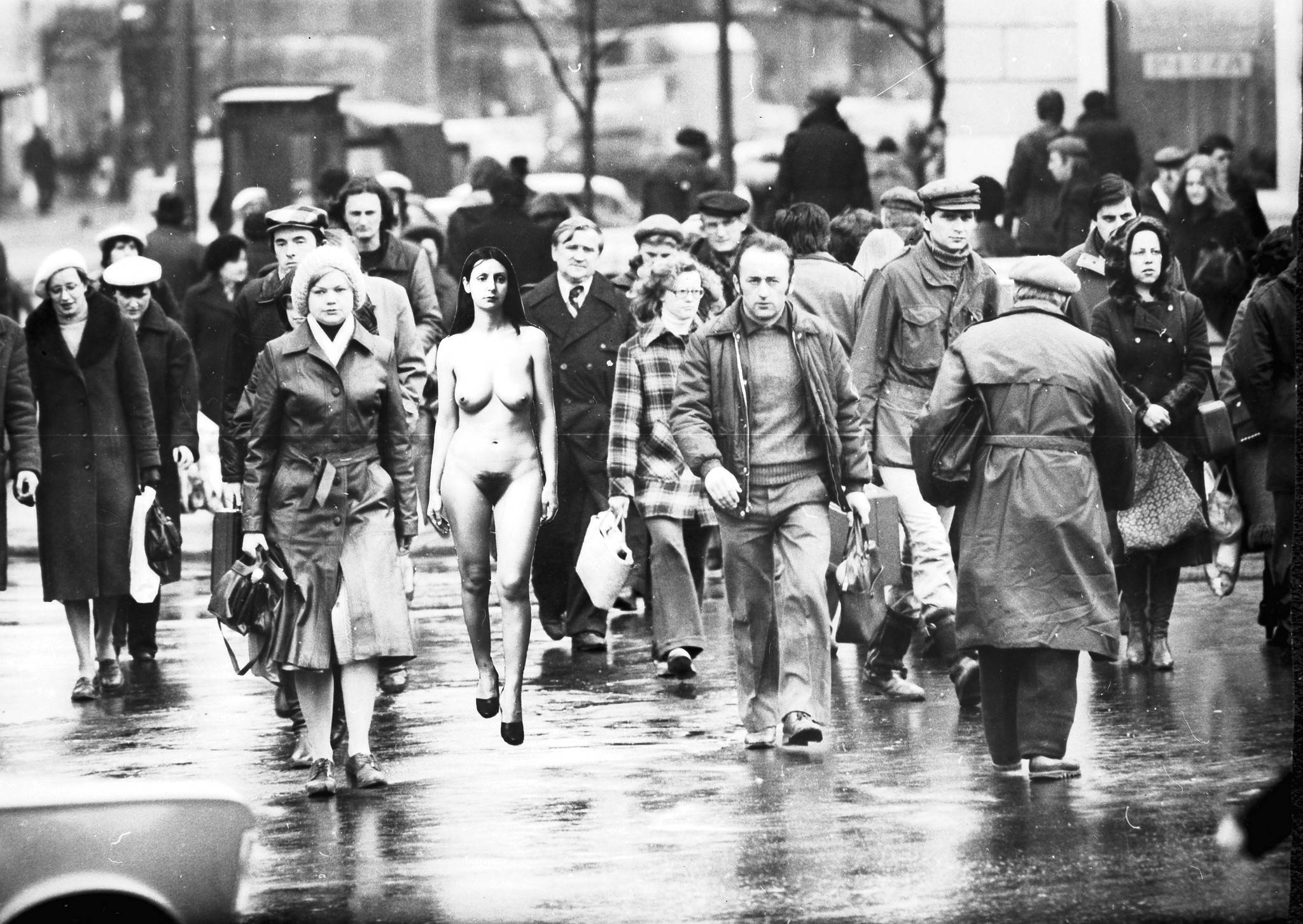
Ewa Partum, Samoidentyfikacja, 1980

Ostre formy przybierały wystąpienia Ewy Partum, która np. pojawiała się nago na ulicy. Celem artystki było wprowadzenie przechodniów w stan zakłopotania przez skonfrontowanie ich z kobiecym ciałem w miejscu, gdzie normalnie ono nie przejawia się w tej postaci.
Inne artystki zaliczane do nurtu kobiecego w sztuce to m.in.: Teresa Murak, Teresa Tyszkiewicz, Izabella Gustowska, Ewa Kuryluk, Krystyna Piotrowska.
W latach 80. tematykę kobiecą podjęła Zofia Kulik np. w pracy Wspaniałość siebie. W ostatnich latach w feministyczny dyskurs włączają się przede wszystkim: Katarzyna Górna, Zuzanna Janin, Alicja Żebrowska, Marta Deskur, Dorota Nieznalska, Monika Mamzeta, Barbara Konopka, Bogna Burska, Anna Baumgart, Joanna Rajkowska, Elżbieta Jabłońska, Julita Wójcik, Aleksandra Polisiewicz, Ewa Juszkiewicz.
Katarzyna Górna w 2000 zrealizowała tryptyk fotograficzny Fuck Me, Fuck You, Peace. Na każdym z trzech fotografii naga kobieta wykonuje gest wyrażony przez tytuł zdjęcia. Jak tłumaczy sama artystka jest to egzemplifikacja trzech okresów z życia kobiety: w pierwszym następuje wyzwanie, które młode kobiety rzucają mężczyznom, ale też przejaw buntu w postaci wulgarności uchodzącej za niekobiecą. Drugi etap reprezentuje kobieta dojrzała (do fotografii pozowała sama artystka), która wie jak „grać” z mężczyznami. Trzeci etep to kobieta najstarsza, przekwitła, która przestała być obiektem seksualnym, toteż wykonuje gest świadczący o poddaniu się, pogodzeniu, o byciu „poza grą”. Jest to swoisty komentarz do uprzedmiatawiania kobiet w kulturze i potocznej świadomości i sprowadzeniu ich do biologicznej roli matki.